# Power (franchise)
Pour les articles homonymes, voir Power.
Production
Diffusion
The Power Universe (ou la franchise Power) est une franchise médiatique d'une série dramatique et policière télévisée américaine créée par Courtney A. Kemp (en) en collaboration avec 50 Cent. La franchise a produit l'une des émissions les mieux notées sur Starz et la plus regardée sur le réseau câblé.

## Aperçu

### Power(2014 – 2020)
James St. Patrick surnommé "Ghost" se retrouve en difficulté lorsqu'il est pris entre deux vies distinctes. Essayant de quitter son passé de trafiquant de drogue, ses nouveaux objectifs, devenir propriétaire légitime d'une boîte de nuit et sauver son mariage en ruine, ne sont pas faciles à réaliser. Alors que le « fantôme » de son passé se pose, James St. Patrick  doit échapper à la police, gérer des alliances économiques changeantes et tenter de laisser le monde criminel derrière lui.

### Power Book II: Ghost(2020)
Faisant suite à la série originale, Power Book II : Ghost suit Tariq St. Patrick alors qu'il navigue dans une nouvelle vie. Désireux de se débarrasser de l'héritage de son père, il se retrouve lui aussi empêtré dans les complications des opérations antidrogue et des affaires familiales. Avec une pression croissante pour sauver sa famille, il doit apprendre à équilibrer son trafic de drogue, à affronter la famille acharnée Tejada et à éviter l'examen minutieux des forces de l'ordre locales et fédérales.

### Power Book III: Raising Kanan(2021)
Dans une préquelle de la série originale, Power Book III : Raising Kanan suit le parcours du jeune Kanan Stark alors qu'il se lance pour la première fois dans le jeu du trafic de drogue dans les années 1990 jusqu'à son rôle d'antagoniste majeur dans la série originale Power.

### Power Book IV: Force(2022)
Dans le deuxième spin-off de Power, Power Book IV : Force suit Tommy Egan alors qu'il quitte New York pour tenter de devenir le plus grand trafiquant de drogue de tout Chicago.

### BMF (2022)
BMF s'inspire de l'histoire vraie du parcours des deux frères, Demetrius Flenory "Big Meech" et Terry Fleno s'inspire de l'histoire vraie du parcours des deux frères, Demetrius Flenory "Big Meech" et Terry Flenory "Southwest T", ayant grandi avec les codes des rues de Détroit. Ils ont donné naissance à l'une des familles criminelles les plus influentes des Etats-Unis grâce au commerce de la drogue et parallèlement à leur lien avec le monde du hip-hop.